# Hiệp Tân, quận Tân Phú
Hiệp Tân là một phường cũ thuộc quận Tân Phú, Thành phố Hồ Chí Minh, Việt Nam.

## Địa lý
Phường Hiệp Tân nằm ở phía tây nam quận Tân Phú, có vị trí địa lý:
- Phía đông giáp các phường Hòa Thạnh và Tân Thới Hòa
- Phía tây giáp quận Bình Tân
- Phía nam giáp phường Tân Thới Hòa
- Phía bắc giáp phường Phú Thạnh.

Phường có diện tích 1,11 km², dân số năm 2021 là 30.753 người,  mật độ dân số đạt 27.705 người/km².

## Lịch sử
Phường được thành lập vào ngày 5 tháng 11 năm 2003 trên cơ sở 112,90 ha diện tích tự nhiên và 21.968 người của Phường 20, quận Tân Bình, đồng thời với việc thành lập quận Tân Phú.
Ngày 16 tháng 6 năm 2025, Ủy ban Thường vụ Quốc hội ban hành Nghị quyết số 1685/NQ-UBTVQH15 về việc sắp xếp các đơn vị hành chính cấp xã của Thành phố Hồ Chí Minh năm 2025. Theo đó, toàn bộ diện tích tự nhiên, quy mô dân số của phường Hiệp Tân và một phần của phường Tân Thới Hòa được nhập vào phường Phú Thạnh (khoản 66 Điều 1).